# عبد السلام بن عارف
عبد السلام بن عارف العريمي (مواليد 8 مارس 1999، لاعب كرة قدم عماني مولود في الإمارات يجيد اللعب في الظهير الأيسر في نادي الحمرية.

## مسيرة اللاعب
بدأ مع نادي الإمارات و انتقل إلى فئة الشباب في نادي النصر و لعب لاحقاً في نادي مصفوت ونادي الإمارات ونادي الحمرية.